# 코르바라 (살레르노현)
코르바라(이탈리아어: Corbara)는 이탈리아 캄파니아주 살레르노도에 위치한 코무네다.